# Бэтмен (мультсериал, 2004)
«Бэтмен» (англ. The Batman) — мультсериал о приключениях молодого бизнесмена Брюса Уэйна, и его альтер эго, супергерое-детективе Бэтмене. Бэтмен — американский анимационный сериал, созданный компанией Warner Bros. Сериал снят по мотивам комиксов издательства DC Comics о Бэтмене. Он стартовал с 2004 по 2008 г., в субботу утром на канале Дети «WB». Повторы первых двух сезонов были запущены на канале Boomerang в 2009 году. Все сезоны вышли в эфир на Британском телеканале Cartoon Network.
Хотя сюжет сериала и сочетает в себе множество элементов из предыдущих экранизаций Бэтмена, это не означает ни преемственности реалий установленных комиксами или фильмами серии, ни того что сериал напрямую является сиквелом или приквелом Batman: The Animated Series. Все персонажи были предоставлены художником Джеффом Мацудой («Приключения Джеки Чана»); он же руководил последними сезонами. Мультсериал был удостоен шести премий «Эмми».

## Сюжет
Далеко не все воспринимают Бэтмена как героя, но Брюсу всегда помогают его дворецкий Альфред Пенниуорт, его напарник и приёмный сын Дик Грейсон (Робин) и его напарница, Барбара Гордон (Бэтгёрл), дочь шефа полиции Джеймса Гордона. На протяжении сериала они борются с такими суперзлодеями, как Джокер, Пингвин, Загадочник, Мэн-Бэт, Автолюб, Ядовитый Плющ и другими.

### Сезон 1
В первом сезоне Брюс Уэйн (персонаж озвучен Рино Романо) — молодой человек 26 лет, третий год носящий имя Бэтмена, Тёмного Рыцаря, защитника Готэма. Благодаря доступу к высоким технологиям он обустроил свою базу в пещере, оснастил Бэтмобиль, собрал бронескафандр для сражений с Бэйном. Герой не одинок, и ему помогают верный дворецкий Альфред Пенниуорт (озвучен Аластером Дунканом), который посвящён в тайну личности Брюса Уэйна. Другие персонажи включают в себя Итана Беннетта (озвучен Стивеном Харрисом), полицейского, лучшего друга Уэйна, который считает, что Бэтмэн нужен в Готэм-сити. Из-за этого находится в противоречии с Главной полиции Анхелем Рохасом (озвучен Эдвардом Джеймсом Олмосом на ранних стадиях, затем сменился Джесси Корти во всех его последующих появлениях персонажа) и Эллен Ян (озвучена Минг-На), напарницей Беннета, которая разрывается между верой в закон и порядок, и личными чувствами к Бэтмену. Беннетт и Ян обвиняют в захвате Бэтмена в течение 1 Сезона. Адам Уэст, сыгравший Бэтмена в 1960-х в одноимённом сериале, «подарил» свой голос мэру Готэма, Мариону Грэйнджу, в первых четырёх сезонах.
Преступность в Готэме находится на относительно низком уровне. В течение первого сезона Бэтмен обретает новых врагов: это новые интерпретации негодяев — таких, как Руперт Торн (озвучен Виктором Брандтом), Джокер (озвучен Кевином Майклом Ричардсоном), Пингвин (озвучен Томом Кенни), Женщина-кошка (озвучен Джиной Гершон), Мистер Фриз (озвучен Клэнси Брауном), Светлячок (озвучен Джейсоном Марсденом), Чревовещатель и Лицо со Шрамом (озвучен Даном Кастеланетта), Мен-Бэт (озвучен Питером МакНиколом) и Бэйн (озвучивал Жоаким де Альмейда в первом сезоне, Рон Перлман во втором).
В конце первого сезона Итан Беннет мутировал в Глиноликого после попыток схватить Джокера. В это время Ян начинает сотрудничать с Бэтменом и, с этого момента, они становятся союзниками.

### Сезон 2
В этом сезоне введено больше злодеев: Загадочник (озвучен Робертом Энглундом), Хьюго Стрэндж (озвучивал Фрэнк Горшин, заменён Ричардом Грином после смерти Горшина), Тряпичная кукла (озвучен Джеффом Беннеттом), Чародей (озвучен Майклом Maсси), Убийца Крок (озвучен Роном Перлманом) и Соломон Гранди (озвучен Кевином Гревоксом). В конце этого сезона обнаруживается, что Ян и Бэтмен работали вместе. В то же время появляется другой главный герой сериала комиссар Джеймс Гордон (озвучен Митчем Пиллеги), а Ян получает Бэт-Сигнал. Глава полиции Готэма Анхель Рохас сделает заключительное выступление в финале сезона.

### Сезон 3
В третьем сезоне сериала появилась молодая Барбара Гордон, которая становится Бэтгёрл (озвучена Даниэль Юдовиц) и играет главную роль вместе с её отцом. Барбара пытается стать напарницей Бэтмена, но он отказывается принять необходимость партнёра до конца сезона. Это отличается от комиксов, в которых Робин был напарником Бэтмена. Несколько злодеев были введены в этом сезоне: Ядовитый Плющ (озвучен Пьерой Коппола), Макси Зевс (озвучен Филом ЛеМарром), Игрушечник (озвучен Паттоном Освальтом), Шалость (озвучен Майклом Рейсом), Землетряс (озвучен Джимом Каммингсом) и D.A.V.E. (озвучено Джеффом Беннеттом).
Третий сезон завершается, тем что Стрэндж становится одним из врагов Бэтмена. В серии «Горсть Почувствовал», Бэтмен обнаруживает, что Стрэндж превратил Арнольда Уэскера в Чревовещателя, который уже вылечился от множественного расстройства личности. В финале сезона Стрэндж, привлекается к судебной ответственности и становится пациентом психиатрической больницы Аркхэм.
В этом сезоне сменилась основная музыкальная тема сериала, теперь это оригинальная мелодия на мотивы 60-х годов.

### Сезон 4
В этом сезоне Брюс Уэйн усыновляет Дика Грейсона (озвучил Эван Сабара), чьих родителей убил преступник Зуко. Впоследствии он становится Робином и помогает Бэтмену бороться со злом. Несколько оригинальных злодеев появилось в сезоне: Фрэнсис Грэй, основанный на Короле Часов (озвучил Дэйв Фоли), Вездесущий Человек (озвучен Брэндоном Раутом), Моль-Убийца (озвучил Джефф Беннетт) и другие.
В конце сезона появился Марсианский Охотник (озвучил Дориан Хэрвуд), чтобы предотвратить вторжение пришельцев. В последней серии была показана Лига Справедливости, в которую Бэтмену предложили вступить.

### Сезон 5
Теперь Бэтмен часто взаимодействует с такими супер-героями, как Флэш (озвучил Чарли Шлаттер), Зелёная Стрела (озвучил Крис Хардвик), Супермен (озвучил Джордж Ньюберн), Марсианский Охотник и другие, а также с их противниками.
В конце сезона пришельцы вновь возвращаются и приходится заново защищать Землю.

## Список эпизодов
| Сезон | Серии | Серии | Даты показа      | Даты показа      | Даты показа              |
| Сезон | Серии | Серии | Первая серия     | Последняя серия  | Канал                    |
| ----- | ----- | ----- | ---------------- | ---------------- | ------------------------ |
| 1     | 13    | 13    | 11 сентября 2004 | 7 мая 2005       | Cartoon Network Kids' WB |
| 2     | 13    | 13    | 14 мая 2005      | 10 сентября 2005 | Cartoon Network Kids' WB |
| 3     | 13    | 13    | 17 сентября 2005 | 13 мая 2006      | Kids' WB                 |
| 4     | 13    | 13    | 23 сентября 2006 | 5 мая 2007       | Kids' WB                 |
| 5     | 13    | 13    | 22 сентября 2007 | 8 марта 2008     | Kids' WB                 |
| Фильм | Фильм | Фильм | 18 октября 2005  | 18 октября 2005  | Cartoon Network          |

## Персонажи
- Брюс Уэйн / Бэтмен — главный герой сериала, бизнесмен и супергерой.
- Альфред Пенниуорт — преданный дворецкий Бэтмена.
- Дик Грейсон / Робин — приёмный сын и напарник Бэтмена.
- Барбара Гордон / Бэтгёрл — напарница Бэтмена, дочь комиссара полиции Джеймса Гордона.
- Итан Беннетт / Глиноликий — бывший друг Брюса Уэйна, который позже стал первым воплощением суперзлодея Глиноликого.
- Джокер — сумасшедший психопат-клоун и главный враг Бэтмена.
- Освальд Кобблпот / Пингвин — бывший друг семьи Уэинов, на данный момент враг Бэтмена. Это человек маленького роста, похожий на пингвина, который общается и живёт с пингвинами.
- Эллен Ян — детектив, бывшая напарница Бэтмена, уволена шефом полиции Рохасом за сотрудничество с Бэтменом.
- Джеймс Гордон — комиссар полиции Готэма и отец Барбары, помогает Бэтмену.

## Отзывы
Дэвид Корнелиус из DVD Talk, обозревая 2 сезон, дал самую высокую оценку качеству видео и аудио, отметив, что мультсериалу далеко до шоу из 90-х, но «со временем он постоянно становится лучше». Рецензируя 4 сезон для DVD, он дал самый высокий балл контенту и написал, что «первые три сезона „Бэтмена“ были хороши», а «четвёртый — великолепен».